# Henry Glass

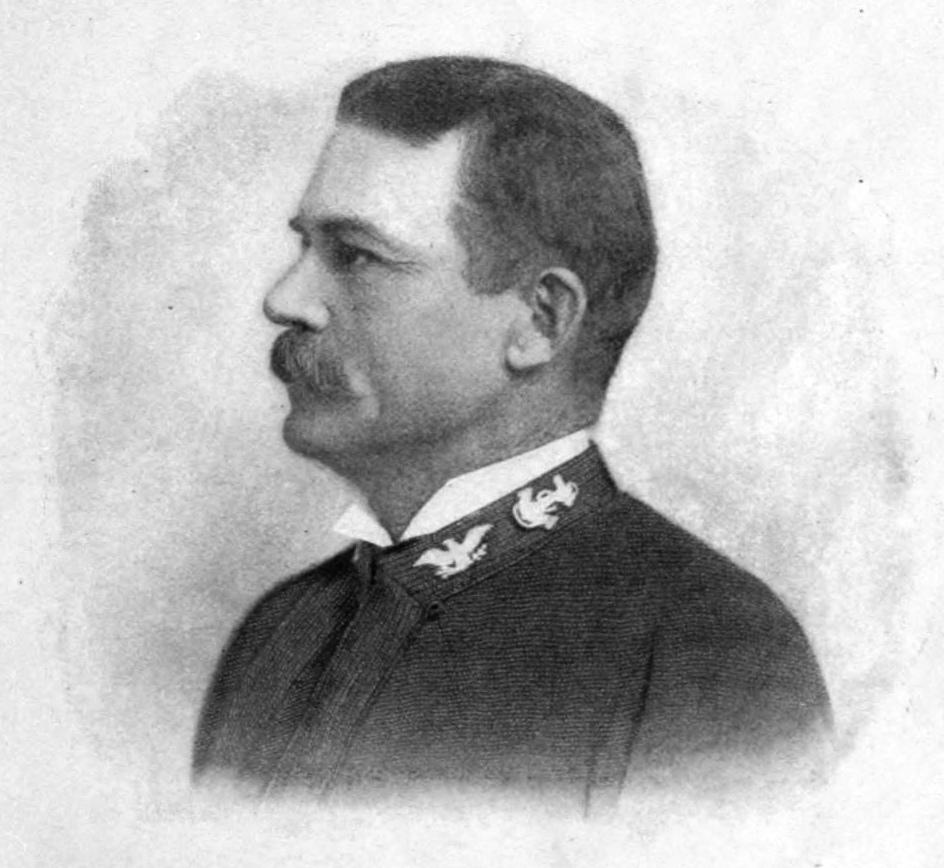
Henry Glass

Henry Glass. (Hopkinsville, 7 de enero de 1844 – Paso Robles, California, 1 de septiembre de 1908). Marino estadounidense.
Inscrito en la Academia Naval en 1860, las necesidades de la guerra civil estadounidense le permitieron graduarse un año antes de lo previsto, en 1863. Participó en el bombardeo de Fort Sumter, Charleston y en la captura de Georgetown. En 1894 ascendió a Capitán de Navío. Al finalizar la guerra sirvió en la flota del Pacífico bajo las órdenes del almirante John Lorimer Worden.
Más tarde estuvo en distintos destinos en tierra, para regresar a la Armada en 1879, dirigiéndose a Sitka, (Alaska) para proteger las propiedades de los colonos americanos. En 1880 finalizó su tarea y regresó a California. En este tiempo escribió un compendio de las normas del derecho internacional marítimo.
Durante la Guerra hispano-estadounidense fue enviado a la zona del Pacífico desde Hawái el 4 de junio de 1898, a
cargo del crucero USS Charleston. Aunque creía dirigirse a participar en la batalla de la Bahía de Manila, ya en alta mar
acompañado de tres buques de carga, abrió el sobre con las órdenes confidenciales donde se le instaba a dirigirse a Guam y capturar
las islas en manos españolas. La isla estaba defendida por un único cañón y sin enfrentamiento capturó al
Gobernador
español Juan Marina. Con posterioridad enarboló en la isla la bandera de los Estados Unidos y regresó a Manila. Sólo permaneció en la isla del 20 al 22 de junio, aunque es considerado el primer Gobernador Militar estadounidense de Guam.